# Petruskerk (Zuidbroek)

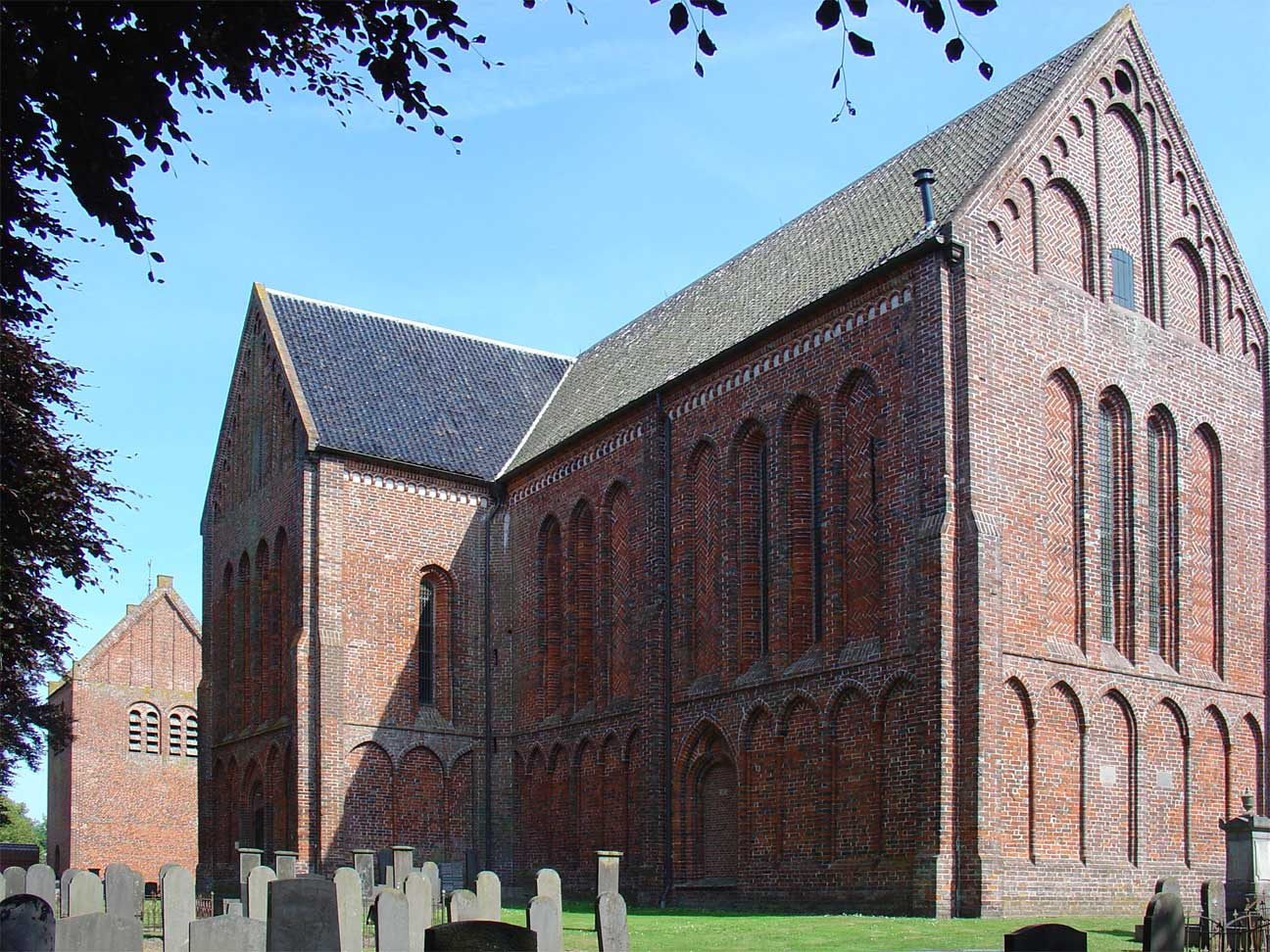
Petruskerk Zuidbroek

Die Petruskerk von Zuidbroek bei Groningen (niederländisch Petruskerk (Zuidbroek)) ist ein Kirchengebäude der Protestantischen Kirche in den Niederlanden und wurde Ende des 13. Jahrhunderts erbaut. Es handelt sich um eine große kreuzförmige Kirche der Romano-Gotik mit freistehendem Turm, die besonders für ihre Orgel von Frans Casper Snitger bekannt ist. Das Bauwerk im Ortsteil Zuidbroek der Gemeinde Midden-Groningen steht unter Denkmalschutz.

## Kirche und Turm
Ursprünglich war die Kirche dem Heiligen Augustinus von Hippo gewidmet, einem Heiligen, der auf dem Siegel eines der letzten Pfarrer und auf dem Kirchensiegel aus dem 17. Jahrhundert abgebildet ist. Der Vorname Augustinus war um 1600 bei mehreren Familien in Zuidbroek in Mode. Laut dem Aardrijkskundig woordenboek der Niederlande von A.J. van der Aa aus dem Jahr 1851 war die Kirche dem heiligen Petrus geweiht, M.D. Ozinga übernahm diese Behauptung 1933, aber in den Archiven wurden keine Beweise dafür gefunden.
Charakteristisch ist die äußere Gliederung mit Lisenen und Lanzettfensterpaaren, die von Blenden mit opus spicatum flankiert werden. Bemerkenswert im Inneren sind die achtrippigen Kuppelgewölbe im Kirchenschiff und im Chor der Kirche. Die Kircheneinrichtung stammt aus dem Jahr 1709: Chorschranke, Herrschaftsgestühl und das Kirchenvorstandsgestühl wurden vom Groninger Stadtbaumeister Allert Meijer entworfen, der auch einen Großteil der Inneneinrichtung der Mariakerk (Uithuizermeeden) gestaltete. Die Kanzel wurde 1736 von Casper Struiwig entworfen.
Die Kirche verfügt über einen freistehenden Glockenturm mit Satteldach und quadratischem Grundriss, der in derselben Zeit wie die Kirche errichtet wurde. Es gibt zwei schwingende Glocken, von 1603 (von H. Kellerman, mit einem Durchmesser von 122 cm) und von 1610. Der Turm diente lange Zeit als Gefängnis, wofür vier Zellen eingerichtet wurden.
Im Laufe der Jahrhunderte wurden mehrere Restaurierungen durchgeführt. Im 19. Jahrhundert wurde die Kirche verputzt, was im 20. Jahrhundert wieder entfernt wurde.
Im Jahr 1997 wurden bei Ausgrabungen auf dem Kirchhof die Überreste einer Skulpturengruppe gefunden. Es handelt sich wahrscheinlich um eine so genannte Kalvarienberggruppe aus dem frühen 16. Jahrhundert. Die Teile der Marienfigur und der Christusfigur sind zwar beschädigt, aber nach Ansicht von Experten von hoher Qualität und für Groningen recht selten.

## Orgel

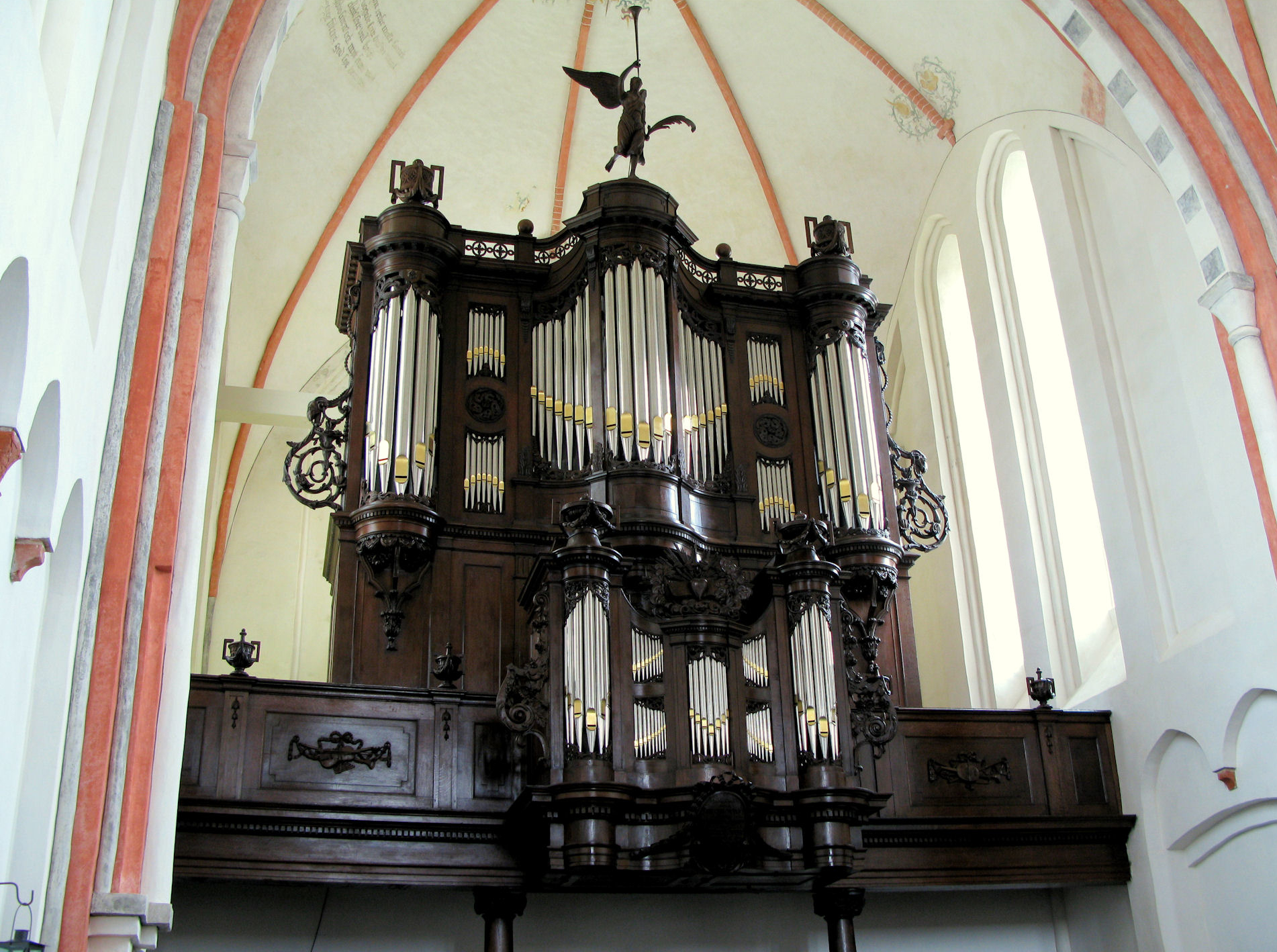
Orgel (1793–1795)

Die große Orgel im klassizistischen Stil des Louis-seize gilt als letzter wichtiger Vertreter des Groninger Orgelbaus des 18. Jahrhunderts. Sie hat 28 Register und ein Rückpositiv und wurde 1793–1795 von Heinrich Hermann Freytag und Frans Casper Snitger (junior) gebaut. Ursprünglich sollte sie von Albertus Antonius Hinsz gebaut werden, der jedoch 1785 starb. Petrus van Oeckelen ersetzte 1853 fünf Register. Im Zuge einer Restaurierung 2005–2007 durch Bakker & Timmenga wurde der ursprüngliche Zustand weitgehend wiederhergestellt.
Die Disposition der Orgel lautet:
| I Rugwerk C–e3     |    |           |
| Fluit Douce        | 8′ | 1853      |
| Praestant          | 4′ |           |
| Fluit              | 4′ |           |
| Gedekt Quint       | 3′ | 1853/2007 |
| Octaaf             | 2′ | 2007      |
| Speelfluit         | 2′ |           |
| Sexquialter II–III |    | 2007      |
| Dulciaan           | 8′ |           |
| Tremulant          |    |           |

| II Hoofdwerk C–e3  |       |
| Bourdon            | 16′   |
| Praestant          | 8′    |
| Holpyp             | 8′    |
| Octaaf             | 4′    |
| Speelfluit         | 4′    |
| Nassat             | 2 ⁄3′ |
| Octaaf             | 2′    |
| Woudfluit          | 2′    |
| Cornet III D       | (4′)  |
| Mixtuur III–VI B/D | 2′    |
| Trompet            | 8′    |
| Foxhumana          | 8′    |
| Tremulant          |       |

| Pedaal C–d1 |     |           |
| Bourdon     | 16′ |           |
| Praestant   | 8′  |           |
| Holpyp      | 8′  |           |
| Roerquint   | 6′  | 1795/2007 |
| Octaaf      | 4′  |           |
| Bazuyn      | 16′ |           |
| Trompet     | 8′  |           |
| Cornet      | 4′  |           |

- Koppeln: I/II (Schiebekoppel), II/P
- Spielhilfe: 3 Ventile, Windlossing.

Seit einigen Jahren befindet sich im Chor der Petruskirche eine englische „Dunstone“-Kabinettorgel aus Devon, die 1844 von der Londoner Firma Jones gebaut wurde. Sie ist eine Leihgabe aus Privatbesitz.

## Abbildungen

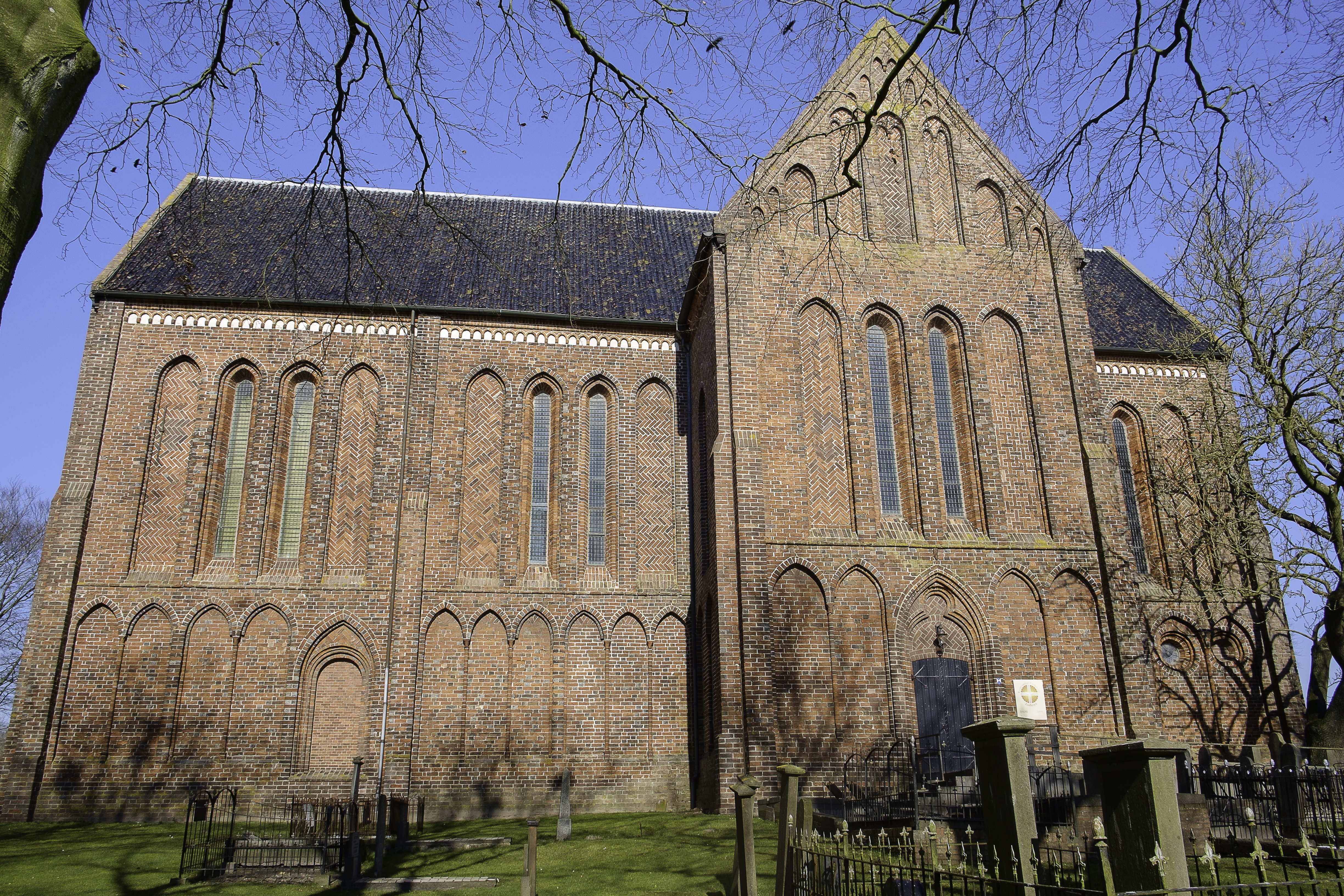
Gesamtansicht der Kirche
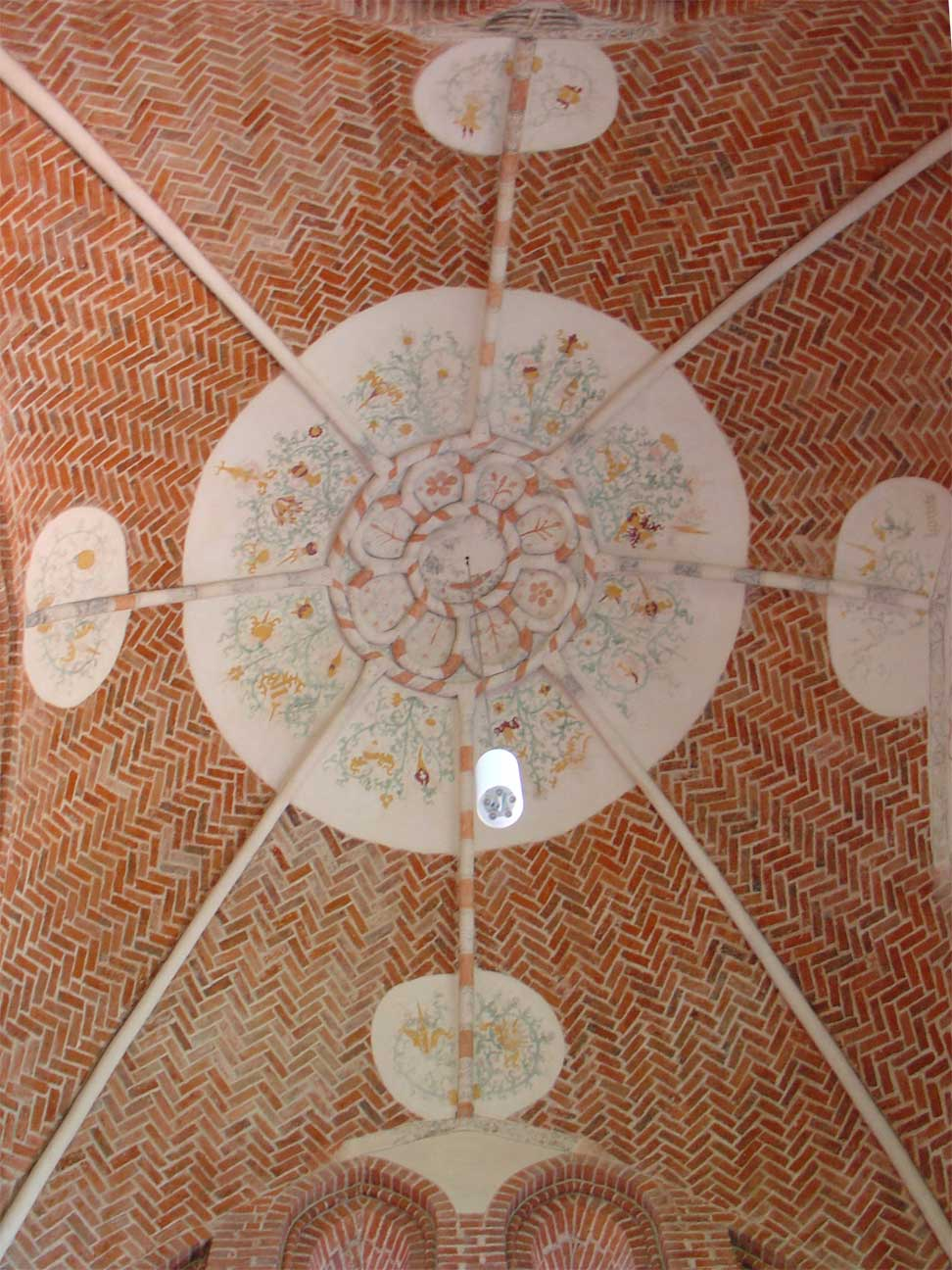
Das achtrippige Chorgewölbe
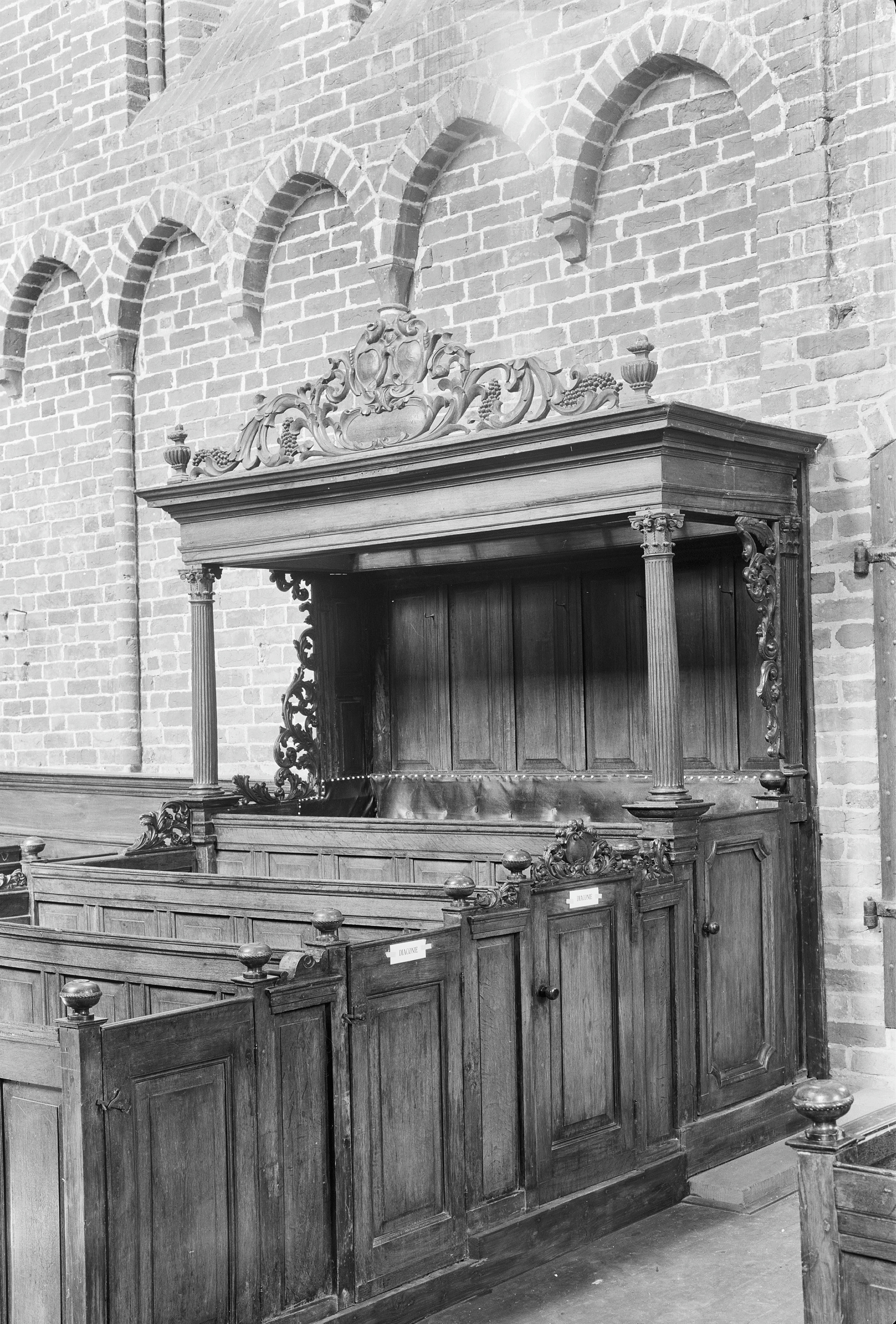
Herrschaftsgestühl (1709)
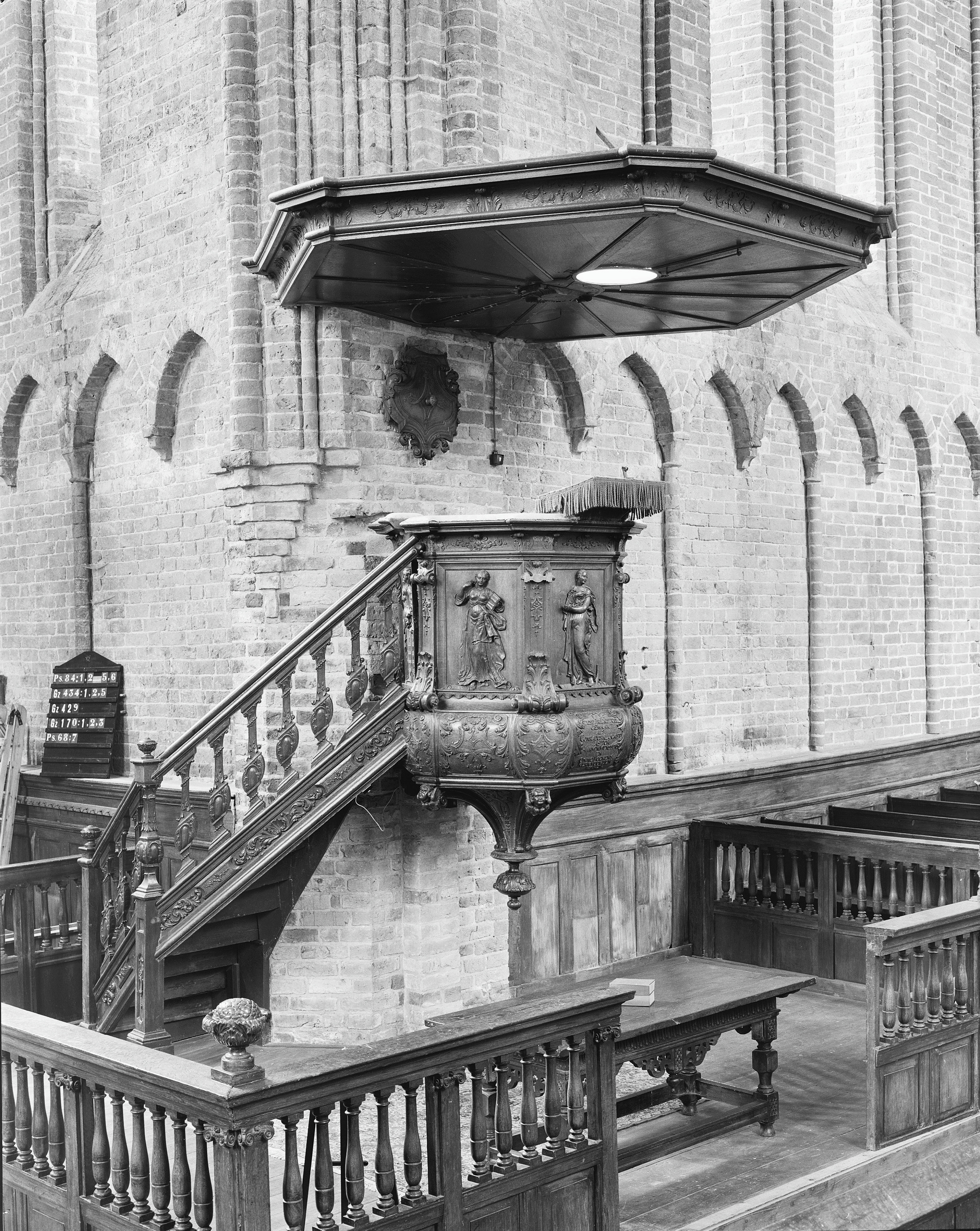
Kanzel (1736)
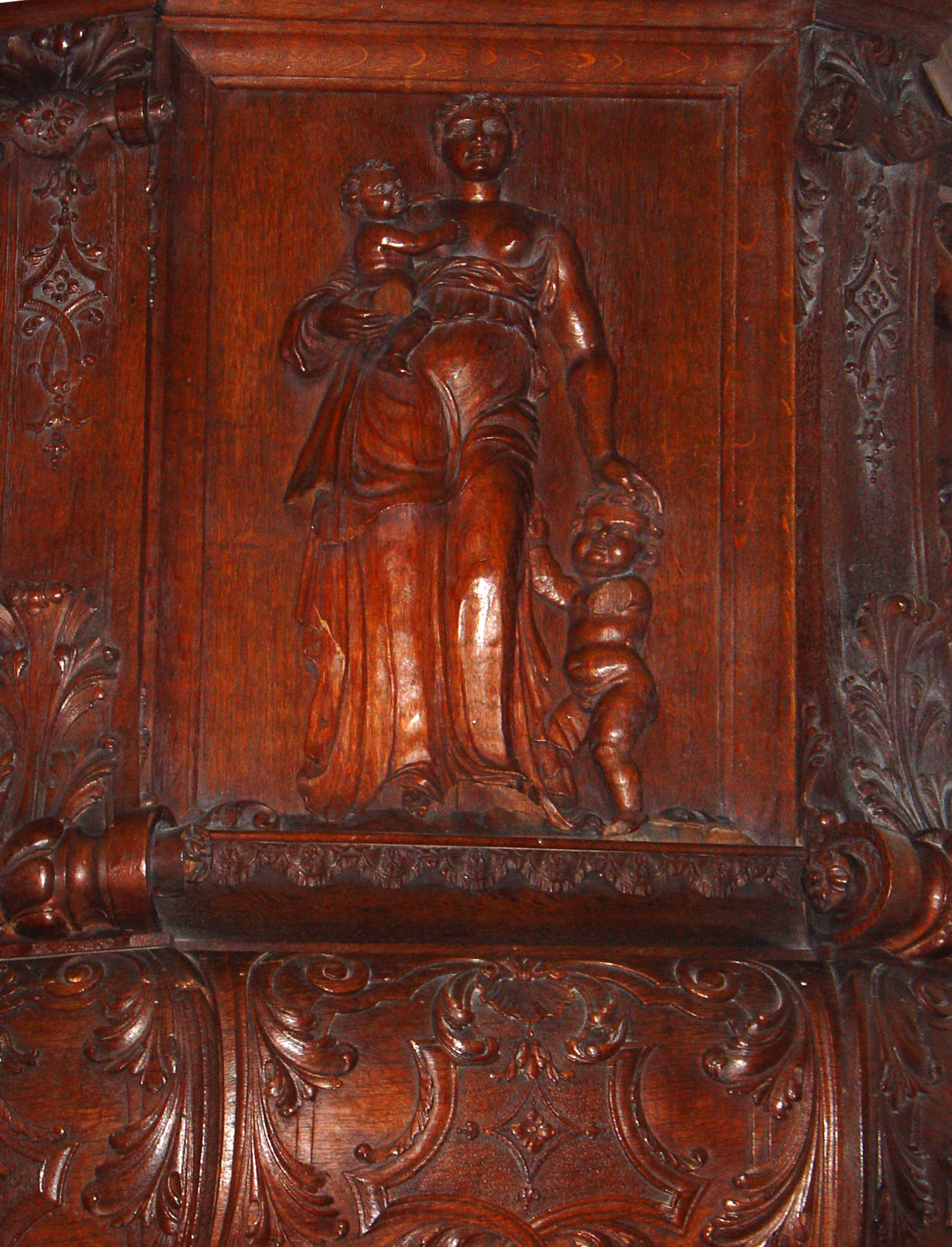
Detail der Kanzel
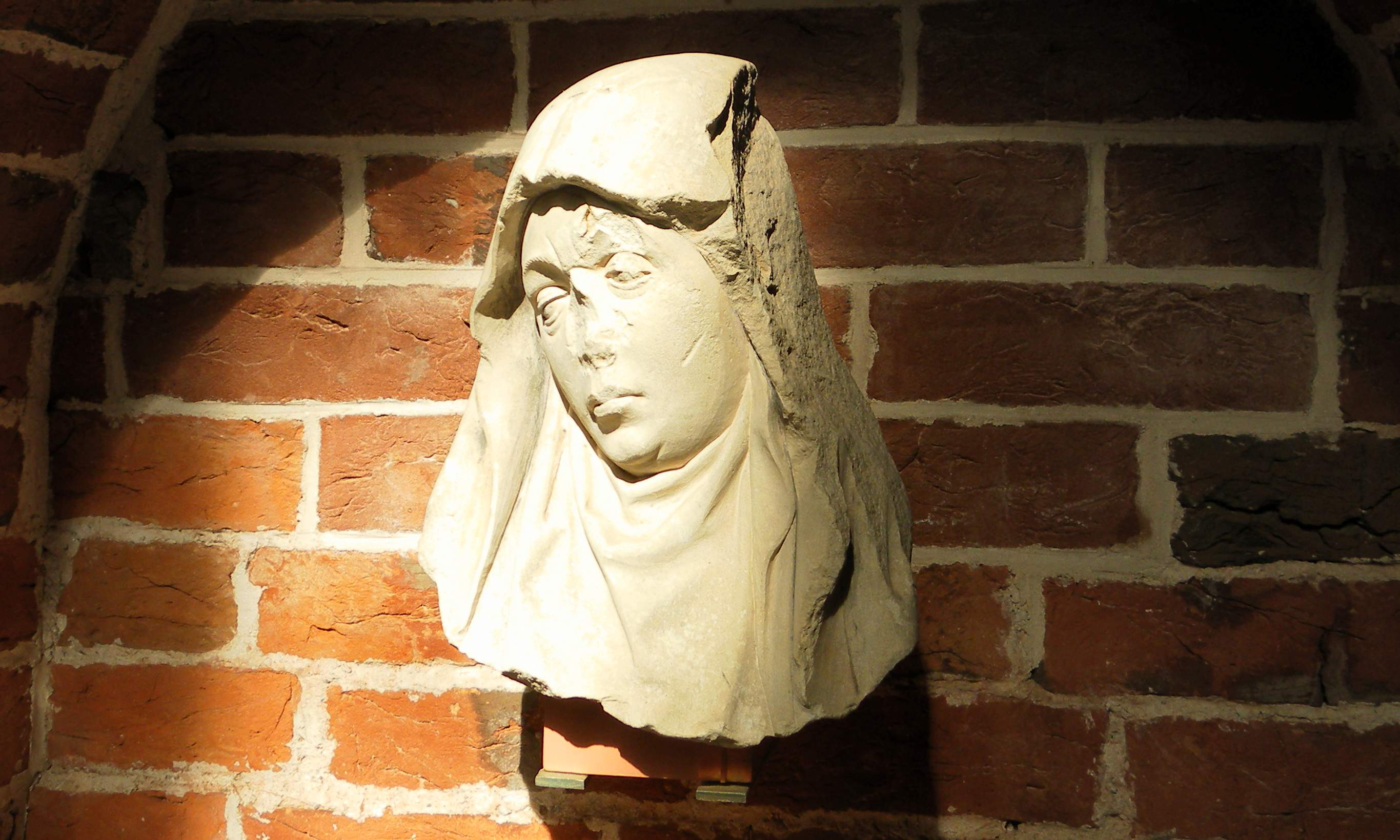
Marienfigur (um 1500)
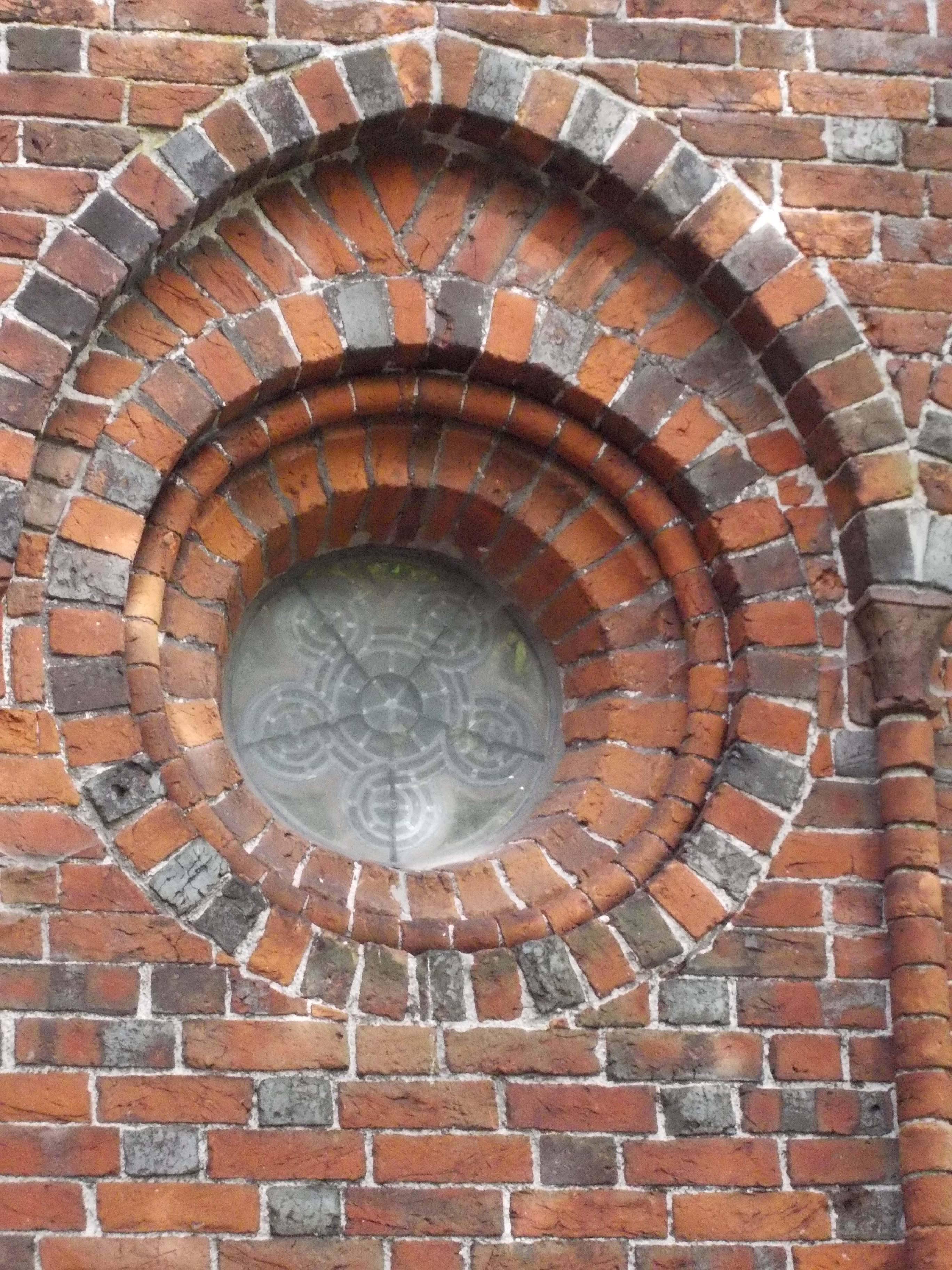
Detail der Mauer
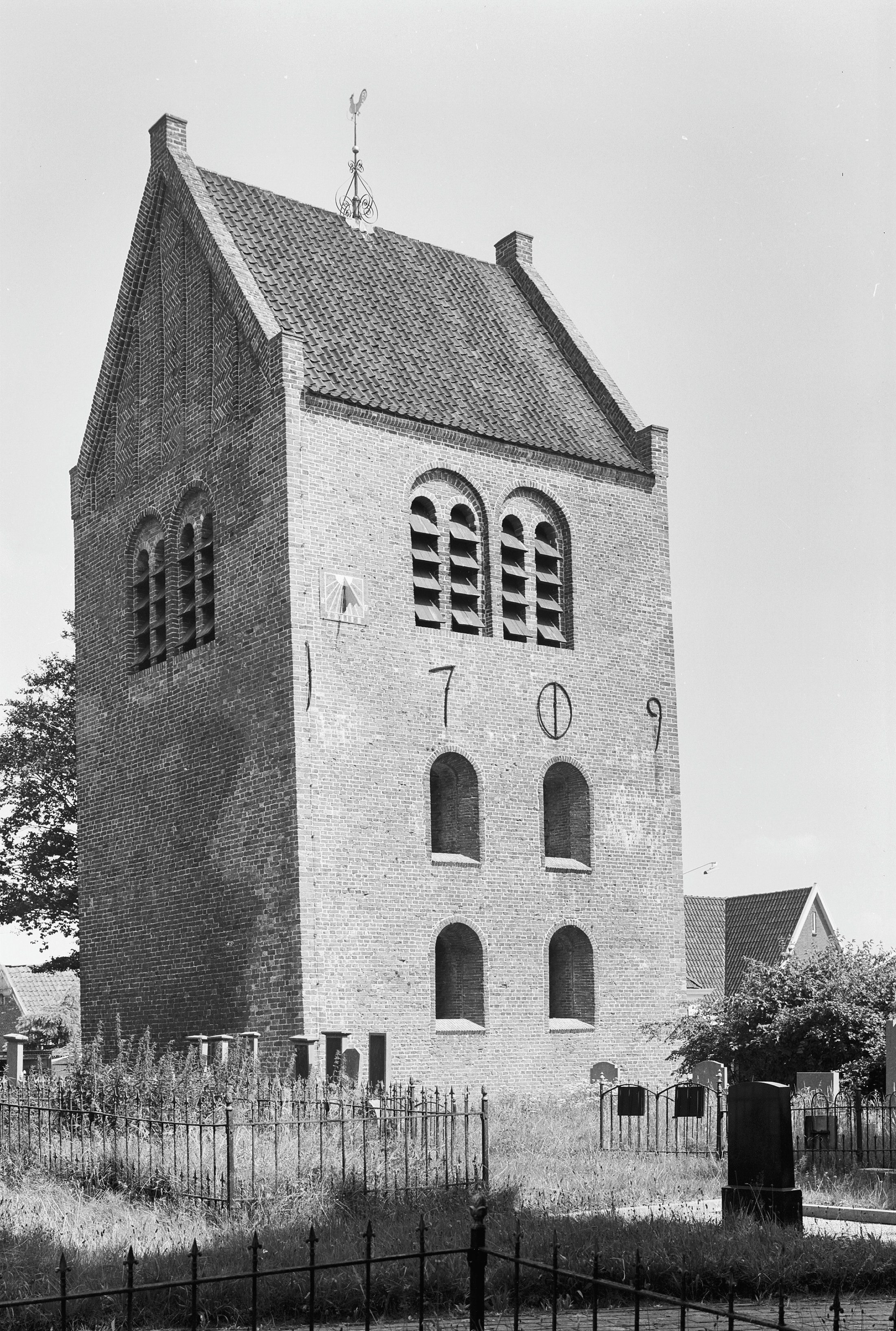
Freistehender Glockenturm